# Календар
Календар је уређен начин рачунања времена и именовања одређених временских периода, уобичајено дана. Календар је систем организовања дана у друштвене, религиозне, економске или административне сврхе. То се ради давањем имена периодима времена, типично дана, недеља, месеца и година. Овај временски период се обично зове календарски датум. Календарски датум је ознака једног, одређеног дана унутар календарског система. Датуми су скоро увек засновани на опаженом кретању небеских тела и на њиховом понављању. Често се и комад папира или картона на коме је одштампан систем датума зове календар. Чињеница да број дана у години није цео број је узрок постојања многих врста неусклађених календара, а такође и још увек нерешеног проблема идеалног календара. Постоји више предлога календарских реформи.
Периоди у календару (као што су године и месеци) су обично, мада не неопходно, синхронизовани са циклусом Сунца или Месеца. Најзаступљенији тип премодерног календара је био лунисоларни календар, лунарни календар у коме је повремено додаван један интеркаларни месец да би се одржала синхронизација са соларном годином током дужих временских периода.
Три принципална календара у најширој употреби у данашње време су Грегоријански, Јеврејски, и Исламски календари. Сам термин календар потиче од calendae, термина за први дан месеца у Римском календару, што је повезано са глаголом calare „позивати“, у смислу „позивања“ новог месеца кад се први пут види. Латинска реч calendarium има значење „књиговодство, регистрација“ (будући да су рачуни били подмиривани, и дугови прикупљани на крају сваког календарског месеца). Латински термин је прихваћен у старофранцуском као calendier и одатле у средњоенглеском као calender од 13. века (правописни облик calendar се јавља у рано модерном енглеском језику).

## Системи календара
Основни временски размак код свих народа био је увек дан, тј. раздобље једне промене светлости („дана“ у ужем смислу) и таме (ноћи), али почетак дана није био свагде једнак. Недељу (седмицу), тј. раздобље од 7 дана, познају Вавилонци, који су дане у недељи називали по својим боговима (небеским телима). Египатска је недеља имала 10, а римска 8 дана.
За дужа раздобља служио је и у најстарије доба след месечевих мена. Потпуна измена Месечевих фаза (која просечно траје 29 дана 12 сати 44 минута 2,98 секунди) је синодички месец од 29,53059 дана. Како је равнање по данима било увек основно у практичној временској оријентацији, а синодички месец има преко пола дана више од 29 читавих дана, требало је ускладити те две величине, и то је основа месечевог или лунарног календара. Усклађивање се постизало мењањем броја дана у месецу.
За практичну временску оријентацију важна је и измена годишњих доба, која су у вези с положајем Сунца. Сунце привидно обиђе еклиптику током једне тропске године, која траје 365 дана 5 сати 48 минута 46,98 секунди. Како ни тропска година није цели број дана, морала се грађанска година с целим бројем дана што боље прилагодити дужини тропске (сунчани или соларни календар). То се постигло мењањем целог броја дана у грађанској години према различитим правилима; отуда су проистекли разни календари.
Године су се бројиле од разних почетака-епоха, обично од некога значајнијег догађаја, па се према томе разликују разне ере; нпр. византијска ера „од почетка света“ почиње 1. септембра 5508. п. н. е., хебрејска ера (такође од „стварања света“) 1. новембра 3761. п. н. е., олимпијска ера (у којој су се по 4 године бројиле као једна олимпијада) од дана прве забележене олимпијаде, тј. 1. јула 776. п. н. е., римска ера „од оснивања Рима“ почиње 24. априла 753. п. н. е., мухамеданска (од Мухамедовог бега из Меке у Медину, тзв. хиџре) 16. јула 622, а револуционарна француска ера (од дана оснивања Француске Републике) 22. септембра 1792. Бројање по нашој ери (од Христовог рођења) увео је Дионисије Мали око 533.
На Земљи се осим лунарног и соларног користе лунисоларни и арбитрарни календари. Лунисоларни календар је усклађен и с кретањем Месеца и с привидним кретањем Сунца. Пример таквог календара је хебрејски или јеврејски календар. Арбитрарни календар није усклађен ни с Месецом, ни са Сунцем, већ је створен произвољно према договору. Пример таквог календара су недеља и јулијански дан које користе астрономи.

### Соларни календари

#### Дани које користи соларни календар
Соларни календари сваки датум приписују сваком соларну или сунчевом дану. Дан се може састојати од периода између изласка и заласка сунца са следећим периодом ноћи, или може бити период између два узастопна догађаја попут два сунчева заласка. Дужина интервала између два таква узастопна догађаја може благо варирати током године или може бити просечна као средњи сунчани дан. Остале врсте календара могу такође да користе сунчев дан.

#### Будуће реформе
До сада је предложено неколико реформи календара, попут светског календара или међународног фиксираног календара. Уједињене нације су разматрале прихватање таквог реформираног календара током 1950-их, али су ти предлози изгубили своју популарност. Холоценски календар је још једна врста календара за бројање година.

### Лунарни календари
Сви календари не користе сунчеву годину као властиту јединицу. У лунарном календару дани се броје унутар сваког циклуса месечевих мена или фаза. Будући да дужина лунарног месеца није једнака одсеку дужине тропске године, чисти лунарни календар убрзо прелази годишња доба. Он ипак остаје константан у односу на друге појаве, посебно морске мена. Лунисоларни календар је лунарни календар који се допуњује додавањем вишка месеца ради усклађивања месеци с годишњим добима. Пример је јеврејски календар који користи 19-годишњи циклус.
Сматра се да су лунарни календари најстарија врста календара који су људи измислили. Кромањонци су измислили један вид лунарног календара око 32.000. п. н. е.

### Фискални календари
Фискални календар (попут 5/4/4 календара) фиксира сваки месец на одређени број недеља ради олакшавања успоређивања од месеца до месеца и од године до године. Јануар увек има тачно 5 недеља, фебруар има 4 недеље, март има 4 недеље, итд. Ова врста календара нормално ће додавати 53. недеље сваке 5. или 6. године, при чему се додатна недеља може уметнути у децембру или неком другом месецу зависно од начина на који организација користи такве датуме. Постоји међународни стандардни начин да се то уради (ИСО недеља). ИСО недеља траје од понедељка до недеље, а прва недеља је увек недеља која садржи 4. јануар у грегоријанском календару.

## Календарске поделе
Готово сви календарски системи групишу узастопне дане у месеце, те такође у године. У соларном календару година приближно траје једну тропску годину (то јест, време које треба да се доврши циклус годишњих доба), а традиционално се користи за олакшавање планирања пољопривредних делатности. У лунарном календару, месец приближно траје један циклус месечевих мена. Узастопни дани могу се групирати у остале периоде попут недеље.
Будући да број дана у тропској години није цео број, соларни календар мора да има различит број дана у различитим годинама. То се може направити, на пример, додавањем вишка дана (29. фебруара) у преступним годинама. Исто се примењује на месеце у лунарном календару, а такође и у броју месеци у години у лунисоларном календару. То се уопштено назива интеркалацијом. Чак и кад је календар соларни, а не лунарни, година се не може у потпуности поделити на месеце који неће никада варирати у дужини.
Културе могу одредити различите јединице времена, попут недеље, у сврху распоређивања регуларних активности које се не могу једноставно подударати с месецима или годинама.

## Остале врсте календара

### Потпуни и непотпуни календари
Календари могу бити потпуни или непотпуни. Потпуни календари омогућују начин именовања сваког узастопног дана, док непотпуни календари то не чине. Рани римски календар, који није познавао начин означавања дана зимских месеци па их је заједно објединио под називом „зима“, пример је непотпуног календара, док је грегоријански календар пример потпуног календара.

### Прагматични, теоретски и мешани календари
Календари могу бити прагматични, теоретски или мешани.
Прагматични календар се базира на посматрању. Примери таквог календара су религијски муслимански календар и старорелигијски јеврејски календар за време Другог Храма. Прагматични календар се још назива посматрачки или астрономски календар. Предност таквог календара је његова савршена и вечна поузданост. Недостатак је отежано проналажење појављивања одређеног дана.
Теоретски календар се темељи на строгом скупу правила. Пример таквог календара је јеврејски календар. Теоретски календар се још назива правилни или аритметички календар. Предност таквог календара је лакоћа у проналажењу појављивања одређеног дана. Недостатак је несавршена поузданост. Штавише, иако је календар иницијално јако поуздан, његова поузданост ишчезава полагано током времена због промена Земљине ротације. То ограничава животни век поузданог теоретског календара на неколико хиљада година. Након тога потребна су правила како би се изменио према посматрањима која су направљена од изума календара. Последица тога је мешани календар.
Мешани календар комбинује обележја прагматичног и теоретског календара. Мешани календар обично започиње као теоретски календар, али се прагматично прилагођава када нека врста несклада постаје очигледна. Пример тога је промена из јулијанског на грегоријански календар.
Грегоријански календар, као завршни пример, јесте потпуни, соларни и мешани календар.

## Употребе
Првенствена практична употреба календара је означавање дана ради информирања и/или договарања о будућим догађајима и записивања догађаја који су се догодили. Дани могу бити значајни због грађанских, религијских или друштвених разлога. На пример, календар пружа начин одређивања који су дани религијски или грађански празници, који дани означавају почетак и крај пословних раздобља, те који дани имају легално значење попут порезних дана који одговарају истицању споразума. Календар такође може идентификовањем дана пружати остале корисне информације о дану попут припадности одређеном годишњем добу.
Календар се користи и као део потпуног временског система: датум и време дана заједно одређују тренутак у времену. У модерном свету писани календари нису више битан део таквих календара, јер је долазак поузданих сатова учинио могућим забележавање времена независно од астрономских догађаја.

## Тренутно кориштени календари
Календари у раширеној употреби данас укључују грегоријански календар, који је дефакто међународни стандард, те се користи готово свагде у свету у грађанске сврхе, укључујући Кину и Индију (уз индијски национални календар). хебрејски или јеврејски календар је службени календар израелске владе, али се грегоријански календар широко користи у израелским пословима и свакодневним стварима. Персијски календар се користи у Ирану и Авганистану. Хиџретски или исламски календар користе муслимани широм света. Хиндуски, јулијански, кинески и жидовски календар имају раширену упорабу у религијским и/или друштвеним сврхама.
Чак и онде где се обично користи календар попут грегоријанског, могу се користити различити календари попут фискалног календара.

## Календар као таблични приказ
Календар је табеларни приказ једне календарске године, њене поделе на месеце, недеље и дане. Такви се једноставни календари често израђују у облику папирних, пластичних или металних листића. Детаљније календарске табеле доносе и важније астрономске податке: почетке годишњих доба, месечеве мене, време изласка и заласка Сунца, зодијачке знакове у вези са Сунчевим положајем на еклиптици итд.
Уобичајени су календари који доносе по појединим данима националне или религиозне благдане, важне датуме националне, политичке и културне историје, народна имена или имена лица из верског култа (светаца).
Календари израђени на основу литургијске године доносе и њену поделу (адвент, епифанија, четрдесетница, кватре); постоје и успоредни прикази календара разних верских заједница (католичког, православног, хебрејског, муслиманског).
Различити су облици календара: зидни и стони с табеларним приказом читаве године, с листовима за квартале, поједине месеце, недеље, дане. На тзв. „помичним календарима“ истиче се дан у недељи и његов датум премештањем картона или навијањем ваљака на којима су означене цифре дана у месецу, имена месеци и имена дана у недељи.
Календари као годишње публикације, уз податке о текућој календарској години, садрже најразличитију грађу информативног, поучног, и забавног карактера, а намењени су припадницима различитих звања и занимања (пољопривредни, шумарски, вртларски, пчеларски, спортски календари).
Каткада је назив календар само синоним назива годишњак те означује периодичнку годишњу публикацију стручног, литерарног, уметничког карактера која уопште и не доноси податке о календарској години.